# Franck Lagorce
Franck Lagorce (L'Haÿ-les-Roses, 1º settembre 1968) è un ex pilota automobilistico francese di Formula 1.

## Carriera
Corre con i go-kart per anni ottenendo ottimi risultati a livello nazionale ed internazionale. Dal 1987 al 1989 disputa il Campionato Francese F.Ford con la Graff Racing, la sua miglior stagione è proprio l'ultima dove si classifica 4º nella classifica finale del trofeo.
L'anno successivo prende il via al Campionato Francese F.Renault dove ottiene una vittoria e chiude il campionato in seconda posizione.
Dal 1991 al 1992 è al volante di una Dallara-Opel nel Campionato Francese F.3 e in totale ottiene 5 vittorie e l'ultimo anno vince il prestigioso titolo transalpino che gli permette di aprire le porte al mondo della Formula 3000.
Nella sub-categoria della Formula 1, al volante di una Reynard, vince 4 gare in due anni e nel 1994 arriva 2º nel campionato. Lo stesso anno partecipa a Le Mans ritirandosi con una Courage come compagno di Pescarolo e Alain Fertè.
Nel 1994 firma un contratto come collaudatore del team francese Ligier con la quale disputerà due Gran Premi ottenendo un undicesimo posto nel G.P. d'Australia. L'anno dopo è confermato collaudatore del team, nel 1996 ricopre lo stesso ruolo nel neonato team Forti.
Abbandona la Formula 1 e le ruote scoperte per concentrarsi sulle vetture Gt. Corre più volte la 24 ore di Le Mans senza mai riuscire a vincerla seppur come pilota ufficiale AMG Mercedes (otterrà solo un quinto posto nel 1998 con la Nissan) e disputa varie gare con vetture quali Panoz, Renault, Courage, Cadillac, Porsche e Riley e Scott.
Da vari anni si è dedicato al "Trophe Andros", gare che si disputano su neve e ghiaccio dove è considerato uno dei migliori specialisti.

## Risultati F1
| 1994 | Scuderia | Vettura |  |  |  |  |  |  |  |  |  |  |  |  |  |  |     |    |  | Punti | Pos. |
| ---- | -------- | ------- |  |  |  |  |  |  |  |  |  |  |  |  |  |  | --- | -- |  | ----- | ---- |
| 1994 | Ligier   | JS39B   |  |  |  |  |  |  |  |  |  |  |  |  |  |  | Rit | 11 |  | 0     |      |

| Legenda | 1º posto     | 2º posto | 3º posto    | A punti         | Senza punti/Non class.  | Grassetto – Pole position Corsivo – Giro più veloce |
| Legenda | Squalificato | Ritirato | Non partito | Non qualificato | Solo prove/Terzo pilota | Grassetto – Pole position Corsivo – Giro più veloce |